# Der Flügel

Logo de laile

Der Flügel (L’Aile, en français) est un ancien groupe au sein du parti Alternative pour l'Allemagne (AfD), de tendance nationaliste völkisch et présidé par Björn Höcke. Hans-Thomas Tillschneider et Andreas Kalbitz sont désignés comme d'autres acteurs centraux de l'Aile.
Avant sa disparition, ce groupe était surveillé par les services de renseignements allemands pour des risques d'atteinte à la sureté de l'état.